# Tim Butler
Tim Butler (* 1968/1969) ist ein ehemaliger US-amerikanischer Basketballtrainer.

## Leben
Der 1,97 Meter große, aus Fresno im US-Bundesstaat Kalifornien stammende Butler ging 1994 nach Europa, war zunächst in Dänemark und Belgien als Spieler tätig, musste seine Laufbahn jedoch wegen einer Verletzung beenden und wurde 1995 Co-Trainer des deutschen Bundesligisten TuS Herten. Er trainierte von 1996 bis 1998 den Zweitligisten TV Lich und wechselte dann nach Norddeutschland zu BCJ Hamburg (ebenfalls 2. Basketball-Bundesliga). Die Hamburger führte er in der Saison 1998/99 zum Aufstieg in die Basketball-Bundesliga. Er betreute BCJ dann auch zu Beginn des Spieljahres 1999/2000, obwohl sein Verhältnis zu seinem Co-Trainer Hans-Dieter Niedlich und zu Sportdirektor Heiner Zarnack da bereits gestört war, da es zu Meinungsverschiedenheiten kam und Butler den beiden die Kompetenz absprach. Im November 2000 kam es zur Trennung: Der US-Amerikaner hatte von der Vereinsführung die Suspendierung eines Spielers verlangt, der ihn öffentlich kritisiert hatte. Als der Verein das ablehnte, trat Butler zurück. Im Jahr 2001 hatte er das Traineramt bei Eintracht Frankfurt (damals 2. Bundesliga) inne.